# وكالة الأنباء القرآنية العالمية
وكالة الأنباء القرآنية الإيرانية (ايكنا)، هی أول وكالة أنباء قرآنية متخصصة فی العالم الإسلامی.[بحاجة لمصدر]

## التاريخ
في الخامس عشر من شهر رمضان 1424 هـ أو العاشر من نوفمبر 2003 م، تم افتتاح وكالة الانباء القرآنية (إكنا) برعاية وحضور رئيس الجمهورية السيد محمد خاتمي، وحضور وزير الثقافة والإرشاد الإسلامي مسجد جامعي، بالإضافة إلى المسؤولين في الجهاد الجامعي، وعدد من المختصين.

## الأهداف
- نشر الثقافة القرآنية بين مختلف طبقات المجتمع
- التعريف بالنشاطات القرآنية في مختلف أنحاء إيران والعالم
- إنتاج وتسجيل المواضيع القرآنية في مختلف المجالات
- نشر التوجه والنظرة القرآنية في مختلف المجالات: العلمية، الفنية، الثقافية، السياسية، الأدبية، والاجتماعية
- تعريف العالم الإسلامي على الجو القرآني المسيطر على الجمهورية الإسلامية الإيرانية
- رفع مستوى الاطلاع والمعلومات القرآنية في مختلف طبقات المجتمع
- تبادل الخبرات والنماذج الناجحة للنشاطات والبرامج القرآنية على المستوى الداخلي والخارجي
- إنتاج حركات فكرية وثقافية في مختلف المجالات تتمحور حول القرآن

## أهم النشاطات‌
- الإنتاج اليومي للأخبار والحوارات في مختلف المجالات
- عقد جلسات تخصصية وندوات تحليلية وصحفية بمشاركة وحضور أصحاب الرأي، والمختصين، والمسؤولين
- إصدار نشرة نصف شهرية خاصة تحت عنوان (رايحه)
- التغطية الإعلامية الكاملة والخاصة لجميع النشاطات والأحداث والبرامج القرآنية الداخلية والخارجية.[1]

## وصلات خارجية
- موقع الوكالة